# Пестраковка (Брянская область)
Пестраковка — деревня в Лутенском сельском поселении Клетнянского района Брянской области, в 4 км к северо-востоку от села Лутна.

## География
Деревня находится в северо-западной части Брянской области, в зоне хвойно-широколиственных лесов, в пределах северо-восточной части Приднепровской низменности, на правом берегу реки Лутенки, к западу от автодороги 15К-1111, на расстоянии примерно 7 километров (по прямой) к северо-западу от посёлка городского типа Клетня, административного центра района. Абсолютная высота — 176 метров над уровнем моря.

### Климат
Климат характеризуется как умеренно континентальный с достаточным увлажнением. Среднегодовая многолетняя температура воздуха составляет 5 °С. Средняя температура воздуха самого тёплого месяца (июля) — 18,1 °C (абсолютный максимум — 37 °C); самого холодного (января) — −8,4 °C (абсолютный минимум — −37 °C). Среднегодовое количество атмосферных осадков составляет 550—600 мм. Снежный покров держится в течение 135 дней. Преобладают ветры южного, юго-западного и западного направления.

### Часовой пояс
Деревня Пестраковка, как и вся Брянская область, находится в часовой зоне МСК (московское время). Смещение применяемого времени относительно UTC составляет +3:00.

## История
Впервые упоминается в 1855 как существующая деревня в приходе села Лутны (другое название — хутор Козин). В 1902 была открыта церковно-приходская школа. До 1895 в составе Акулицкой волости Брянского уезда, затем до 1922 в Лутенской волости, позднее в Людинковской волости; С 1929 в Людинковском (Клетнянском) районе. В середине XX века — колхоз "Путь Ленина". Максимальное число жителей 530 человек (1926).

## Население
| 2010 | 2013 |
| ---- | ---- |
| 1    | ↘0   |

### Национальный состав
Согласно результатам переписи 2002 года, в национальной структуре населения русские составляли 100 % из 22 чел.